# NGC 5195
NGC 5195 je nepravilna galaktika u zviježđu Lovačkim psima. Nekad ju se karakterizira kao patuljastu ili lećastu. U ovoj se galaktici nalazi supernova SN 1945а , vrste I, koja je na vrhuncu bila vidljivosti 14,0. 
S galaktikom NGC 5194 (Vrtlogom) čini dvojac međudjelujućih galaktika. Povezane su međugalaktičkim mostom. Nekad se NGC 5195 smatralo za dio galaktike Vrtloga. 

## Vanjske poveznice
- (engl.) SEDS: NGC 5195
- (engl.) Revidirani Novi opći katalog
- (engl.) Izvangalaktička baza podataka NASA-e i IPAC-a
- (engl.) Astronomska baza podataka SIMBAD
- (engl.) VizieR